# Lycosa langei
Lycosa langei là một loài nhện trong họ Lycosidae.
Loài này thuộc chi Lycosa. Lycosa langei được Cândido Firmino de Mello-Leitão miêu tả năm 1947.